# Ліпський Дмитро Олександрович
Дмитро́ Олекса́ндрович Лі́пський — сержант Збройних сил України, учасник російсько-української війни.

## З життєпису
Учасник боїв російсько-української війни. У складі 93-ї бригади зумів вийти з Іловайського котла.

## Нагороди та вшанування
- Указом Президента України № 741/2019 від 10 жовтня 2019 року за «особисту мужність і самовіддані дії, виявлені у захисті державного суверенітету та територіальної цілісності України» орденом «За мужність» III ступеня[2]